# Palazzo Fadini
Il Palazzo Fadini, già Gambazocca, Zurla Albergoni, Rosaglio, è un palazzo storico di Crema.

## Storia
L'edificio, che la letteratura storica fa risalire al XVII secolo, potrebbe essere stato ricostruito oppure adattato da un edificio precedente. Infatti, Francesco Sforza Benvenuti, nel suo Dizionario biografico cremasco, riprendendo lo Zibaldone di Tommaso Ronna, citava un affresco di Aurelio Buso raffigurante Il ratto delle sabine collocato sulla facciata di una dimora dei Gambazocca e specificando che si trattava del palazzo Fadini in questione.

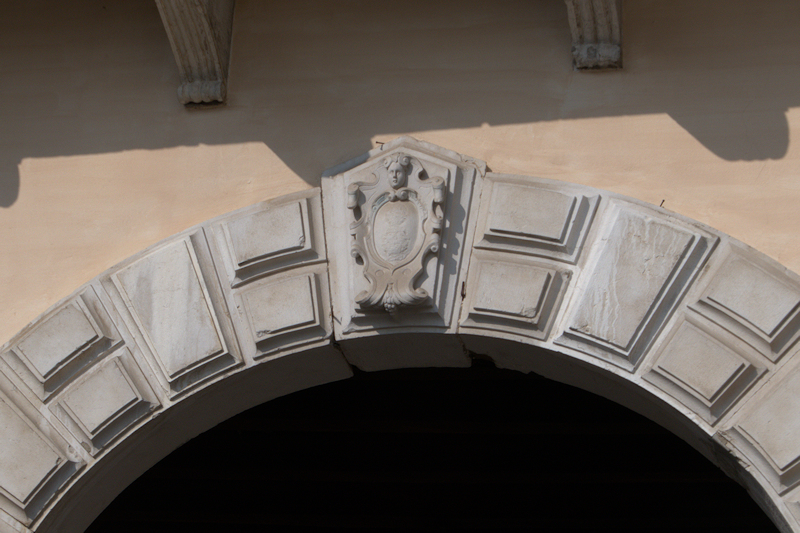
Lo stemma Zurla sulla chiave di volta.

Il primo documento noto è il testamento di Emilia Zurla Albergoni, maritata con il nobile Onorio Barbetta, che designava quali eredi i figli Sforza e Camillo. L'ultimo Barbetta fu Carlo, morto assassinato nel 1694; non è possibile risalire a quando e quali fossero state le modalità per le quali la dimora pervenne a Francesco Rosaglio, citata nel suo testamento del 1731 a favore del figlio Orazio. 
Nel 1860 Maria Emilia Rosaglio sposò Massimiliano Fadini e alla cui famiglia passò l'immobile.

## Caratteristiche

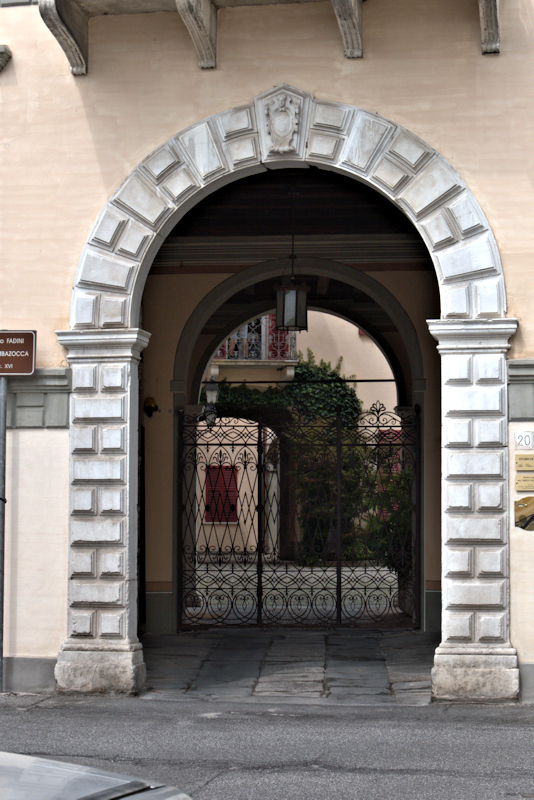
Il portale.

Edificio massiccio, è caratterizzato da fasce angolari a bugnato che concorrono ad ornare anche le finestre.
Marcapiani e cornici dividono la facciata in quattro parti: le finestre del primo piano sono dotate di inferriate, in quelle del secondo, invece, vi sono montate le imposte.
Nella fascia del sottotetto si alternano mensole binate e oculi. Il sottogronda è provvisto di dentelli.
Le bugne circondano anche il portale, posto in centro, la cui chiave di volta riporta lo stemma della famiglia Zurla. Sopra si colloca un balcone con ringhiera in ferro battuto sostenuto da quattro mensole.
Un cancello in ferro battuto divide in due l'androne che termina verso un portico con colonne di ordine dorico e tre archi a tutto sesto. A sinistra, in uno studio di sartoria, in un ambiente con soffitto a cassettoni vi è conservato un imponente camino settecentesco. A destra si raggiunge il piano nobile salendo lungo una semplice scala. Sono andati perduti gli affreschi che adornavano un tempo il piano, ma vi sono conservate alcune interessanti tele: un'Assunta e una Madonna con Santi, entrambe di Gian Giacomo Barbelli, un Uomo col berretto, ritratto di Fra Galgario, alcune nature morte riconducibili ad un esponente della famiglia Baschenis.